# Marc Anthony

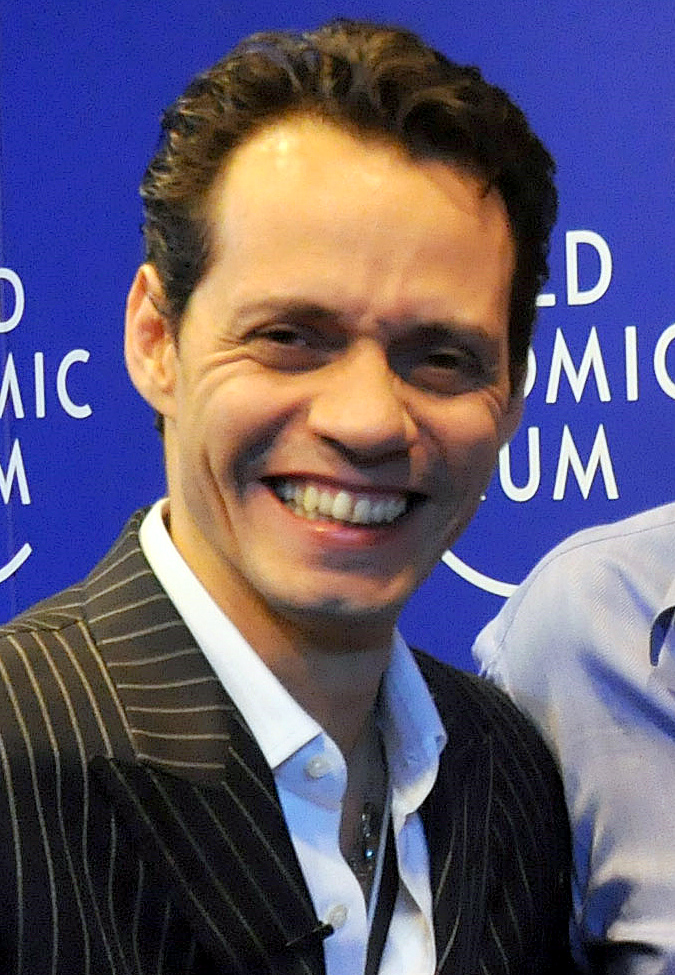
Marc Anthony (2010)

Marc Anthony (* 16. September 1968 in New York; bürgerlich Marco Antonio Muñiz) ist ein US-amerikanischer Liedermacher und Schauspieler.

## Jugend und Privatleben
Marc Anthony wurde als Kind puerto-ricanischer Eltern in Spanish Harlem in New York City geboren und wuchs mit sieben Geschwistern auf. Seinen Namen verdankt er der Vorliebe seiner Mutter für den mexikanischen Sänger Marco Antonio Muñiz, der aber nur zufällig denselben Nachnamen trägt. Um Verwechslungen zu vermeiden, legte er sich den Künstlernamen „Marc Anthony“ zu. Mit sieben Jahren soll er neben der Schule bereits eine Musikakademie in East Harlem besucht haben, mit zwölf Jahren sang er im Background-Chor der Latin Rascals mit und später dann bei der Teenie-Boygroup Menudo. Danach trat er als Rocksänger in diversen Musikclubs auf. Zudem spielte er bei Spielfilmen, wie El sustituto, Big Night und Hackers mit und trat auch in der Broadway-Produktion The Capeman auf.
2009 kaufte sich Anthony in das Football-Team der Miami Dolphins ein. Am 10. Mai 2000 heiratete er in Las Vegas die puerto-ricanische Miss Universe Dayanara Torres, mit der er zwei Kinder hat. Am 5. Juni 2004 wurde die Ehe geschieden; fünf Tage später heiratete er in Los Angeles die Sängerin und Schauspielerin Jennifer Lopez. Am 22. Februar 2008 wurden Anthony und Lopez Eltern von Zwillingen, einem Mädchen und einem Jungen. Im Juli 2011 trennte sich das Paar; im Juni 2014 wurden sie geschieden. Im selben Jahr heiratete er das venezolanische Model Shannon De Lima, von der er sich im November 2016 trennte. 2023 heiratete er das paraguayische Model Nadia Ferreira.

## Karriere
Marc Anthonys Karriere als englischsprachiger Rhythm-and-Blues- und Rocksänger war zunächst nur von mäßigem Erfolg gekrönt. 1992 wurde er von dem Percussionisten Tito Puente eingeladen, mit ihm zusammen ein Festival zu seinen Ehren im Madison Square Garden zu eröffnen. Im selben Jahr nahm er mit La India das Duett Vivir lo nuestro auf. Von da an widmete er sich zunehmend der Salsa-Musik. Der Durchbruch kam aber erst 1999, als er für sein Album Contra la corriente den Grammy in der Kategorie „Best Tropical Latin Performance“ erhielt. Mit seiner Single I Need to Know, das aus vermarktungstechnischen Gründen in einer englischen und einer spanischen Version produziert wurde, landete er 2000 einen Doppelerfolg: für die englische Version erhielt er eine Grammy-Nominierung, während die spanische Version Dímelo mit dem Latino-Grammy ausgezeichnet wurde. Anthony schreibt seine Stücke zum großen Teil selbst.

## Diskografie
Studioalben

| Jahr | Titel                                         | Höchstplatzierung, Gesamtwochen, AuszeichnungChartplatzierungen (Jahr, Titel, Platzierungen, Wochen, Auszeichnungen, Anmerkungen) | Höchstplatzierung, Gesamtwochen, AuszeichnungChartplatzierungen (Jahr, Titel, Platzierungen, Wochen, Auszeichnungen, Anmerkungen) | Höchstplatzierung, Gesamtwochen, AuszeichnungChartplatzierungen (Jahr, Titel, Platzierungen, Wochen, Auszeichnungen, Anmerkungen) | Höchstplatzierung, Gesamtwochen, AuszeichnungChartplatzierungen (Jahr, Titel, Platzierungen, Wochen, Auszeichnungen, Anmerkungen) | Höchstplatzierung, Gesamtwochen, AuszeichnungChartplatzierungen (Jahr, Titel, Platzierungen, Wochen, Auszeichnungen, Anmerkungen) | Höchstplatzierung, Gesamtwochen, AuszeichnungChartplatzierungen (Jahr, Titel, Platzierungen, Wochen, Auszeichnungen, Anmerkungen) | Anmerkungen                                                    |
| Jahr | Titel                                         | DE | AT | CH | UK | US | Latin | Anmerkungen                                                    |
| ---- | --------------------------------------------- | --- | --- | --- | --- | --- | --- | -------------------------------------------------------------- |
| 1991 | When the Night Is Over Atlantic Records (WMG) | — | — | — | — | — | — | Erstveröffentlichung: 14. Oktober 1991 mit Louie Vega          |
| 1993 | Otra nota Universal Music                     | — | — | — | — | — | Latin30 (19 Wo.)Latin | Erstveröffentlichung: 26. Januar 1993                          |
| 1995 | Todo a su tiempo Universal Music              | — | — | — | — | US— GoldUS | Latin6 (98 Wo.)Latin | Erstveröffentlichung: 30. Mai 1995 Verkäufe: + 500.000         |
| 1997 | Contra la corriente Universal Music           | — | — | — | — | US74 Gold · (9 Wo.)US | Latin1 (97 Wo.)Latin | Erstveröffentlichung: 21. Oktober 1997 Verkäufe: + 500.000     |
| 1999 | Marc Anthony Sony Music                       | DE22 (24 Wo.)DE | AT8 (20 Wo.)AT | CH9 Gold · (36 Wo.)CH | — | US8 ×3Dreifachplatin · (83 Wo.)US                                                                                                 | — | Erstveröffentlichung: 14. September 1999 Verkäufe: + 3.440.000 |
| 2001 | Libre Sony Music                              | — | — | — | — | US57 Gold · (12 Wo.)US | Latin1 (59 Wo.)Latin | Erstveröffentlichung: 23. Oktober 2001 Verkäufe: + 500.000     |
| 2002 | Mended Sony Music                             | DE26 (6 Wo.)DE | AT20 (13 Wo.)AT | CH13 (18 Wo.)CH | — | US3 Gold · (20 Wo.)US | — | Erstveröffentlichung: 21. Mai 2002 Verkäufe: + 740.000         |
| 2004 | Amar sin mentiras Sony Music                  | — | — | CH37 (9 Wo.)CH | — | US26 ×2Doppelplatin · (9 Wo.)US                                                                                                   | Latin1 (50 Wo.)Latin | Erstveröffentlichung: 6. Juni 2004 Verkäufe: + 600.000         |
| 2010 | Iconos Sony Music                             | — | — | — | — | US11 (17 Wo.)US | Latin1 (78 Wo.)Latin | Erstveröffentlichung: 14. Mai 2010 Verkäufe: + 360.000         |
| 2013 | 3.0 Sony Music                                | — | — | CH62 (2 Wo.)CH | — | US5 (6 Wo.)US | Latin1 ×1313-fach-Platin · (259 Wo.)Latin                                                                                         | Erstveröffentlichung: 23. Juli 2013 Verkäufe: + 1.209.000      |
| 2019 | Opus Sony Music                               | — | — | CH87 (1 Wo.)CH | — | US90 (1 Wo.)US | Latin2 ×2Doppelplatin · (22 Wo.)Latin                                                                                             | Erstveröffentlichung: 10. Mai 2019 Verkäufe: + 190.000         |
| 2022 | Pa’lla voy Sony Music                         | — | — | — | — | — | Latin20 Gold · (1 Wo.)Latin | Erstveröffentlichung: 4. März 2022 Verkäufe: + 60.000          |
| 2024 | Muevense Sony Music                           | — | — | — | — | — | Latin50 (1 Wo.)Latin | Erstveröffentlichung: 26. April 2024                           |

grau schraffiert: keine Chartdaten aus diesem Jahr verfügbar

## Filmografie
- 1988: East Side Story
- 1993: Carlito’s Way
- 1994: Natural Causes
- 1995: Hackers – Im Netz des FBI (Hackers)
- 1996: Big Night
- 1996: Mörderischer Tausch (The Substitute)
- 1999: Con la música por dentro
- 1999: Nächte der Erinnerung (Bringing Out the Dead)
- 2001: Die Zeit der Schmetterlinge (In the Time of the Butterflies)
- 2004: Mann unter Feuer (Man on Fire)
- 2006: El Cantante
- 2010: Hawthorne (Fernsehserie, 2 Folgen)
- 2014: Cuban Fury – Echte Männer tanzen (Cuban Fury)
- 2021: In the Heights (Filmadaption)

## Auszeichnungen
- Grammy Awards
  - 1999: Best Tropical Latin Performance für Contra la corriente
  - 2005: Best Latin Pop Album für Amar sin mentiras
  - 2020: Best Tropical Latin Album für Opus
  - 2023: Stern auf dem Hollywood Walk of Fame.

## Belege
1. ↑  Marc Anthony kauft sich ein Football-Team (Memento vom 25. Juli 2009 im Internet Archive)
2. ↑  Welt Online: Jennifer Lopez bringt Zwillinge zur Welt
3. ↑  Jennifer Lopez, Marc Anthony Finalize Divorce Almost Three Years After Split
4. ↑  Marc Anthony: Trennung von Ehefrau. In: Gala. 19. November 2016, abgerufen am 11. Januar 2017.
5. ↑  Izabela Pecherska: Marc Anthony y Nadia Ferreira se casan en Miami: Las primeras imágenes de la modelo vestida de novia. In: Cibercuba. 29. Januar 2023, abgerufen am 29. Januar 2023 (spanisch).
6. ↑  Chartquellen: DE AT CH UK US